# Belgisch curlingteam (mannen)
Het Belgisch curlingteam vertegenwoordigt België in internationale curlingwedstrijden.

## Geschiedenis
België nam voor het eerst deel aan een groot toernooi tijdens het Europees kampioenschap van 1988 in het Schotse Perth. De eerste interland ooit werd met grote cijfers verloren van Zwitserland: 17-3. Het is nog steeds de grootste nederlaag in de geschiedenis van het Belgische curlingteam. Een jaar later wist het team rond Marcel Mariën een eerste internationale overwinning te boeken: 9-2 tegen Nederland. Met een onderbreking in 1990 en in 1992 uitgezonderd nam het Belgische curlingteam sinds 1988 deel aan elk EK tot en met 1995. Daarna werd het stil rond het Belgische curling. Pas in 2005 nam België nog eens deel aan het Europees kampioenschap, met een team onder aanvoering van Pieter-Jan Witzig. Het werd een mooie terugkeer op het grote toneel, met onder andere een verpletterende 20-5-overwinning op Kazachstan.
Sinds 2005 neemt België elk jaar deel aan het EK. Sedert 2021 vertoeft het land in de B-divisie. In 2023 plaatste België zich voor het eerst voor de play-offs naar de A-divisie, en ook in 2024 werden de play-offs gehaald. Een plekje op de Olympische Winterspelen of het wereldkampioenschap kon België nog nooit afdwingen.
De hoogste plaats van het Belgische team op de wereldranglijst werd behaald in april 2012, toen België op de 24ste plaats prijkte.

## België op het Europees kampioenschap
| Jaar | Plaats        | Skip               | WG            | W             | V             | PV            | PT            |
| ---- | ------------- | ------------------ | ------------- | ------------- | ------------- | ------------- | ------------- |
| 1975 | Geen deelname | Geen deelname      | Geen deelname | Geen deelname | Geen deelname | Geen deelname | Geen deelname |
| 1976 | Geen deelname | Geen deelname      | Geen deelname | Geen deelname | Geen deelname | Geen deelname | Geen deelname |
| 1977 | Geen deelname | Geen deelname      | Geen deelname | Geen deelname | Geen deelname | Geen deelname | Geen deelname |
| 1978 | Geen deelname | Geen deelname      | Geen deelname | Geen deelname | Geen deelname | Geen deelname | Geen deelname |
| 1979 | Geen deelname | Geen deelname      | Geen deelname | Geen deelname | Geen deelname | Geen deelname | Geen deelname |
| 1980 | Geen deelname | Geen deelname      | Geen deelname | Geen deelname | Geen deelname | Geen deelname | Geen deelname |
| 1981 | Geen deelname | Geen deelname      | Geen deelname | Geen deelname | Geen deelname | Geen deelname | Geen deelname |
| 1982 | Geen deelname | Geen deelname      | Geen deelname | Geen deelname | Geen deelname | Geen deelname | Geen deelname |
| 1983 | Geen deelname | Geen deelname      | Geen deelname | Geen deelname | Geen deelname | Geen deelname | Geen deelname |
| 1984 | Geen deelname | Geen deelname      | Geen deelname | Geen deelname | Geen deelname | Geen deelname | Geen deelname |
| 1985 | Geen deelname | Geen deelname      | Geen deelname | Geen deelname | Geen deelname | Geen deelname | Geen deelname |
| 1986 | Geen deelname | Geen deelname      | Geen deelname | Geen deelname | Geen deelname | Geen deelname | Geen deelname |
| 1987 | Geen deelname | Geen deelname      | Geen deelname | Geen deelname | Geen deelname | Geen deelname | Geen deelname |
| 1988 | 14            | Marcel Mariën      | 6             | 0             | 6             | 18            | 66            |
| 1989 | 13            | Marcel Mariën      | 6             | 1             | 5             | 22            | 41            |
| 1990 | Geen deelname | Geen deelname      | Geen deelname | Geen deelname | Geen deelname | Geen deelname | Geen deelname |
| 1991 | 16            | Blair Roberts      | 4             | 0             | 4             | 15            | 31            |
| 1992 | Geen deelname | Geen deelname      | Geen deelname | Geen deelname | Geen deelname | Geen deelname | Geen deelname |
| 1993 | 18            | Walter Verbueken   | 5             | 0             | 5             | 26            | 52            |
| 1994 | 16            | Didier Plasschaert | 6             | 2             | 4             | 44            | 42            |
| 1995 | 15            | Didier Plasschaert | 7             | 3             | 4             | 50            | 41            |
| 1996 | Geen deelname | Geen deelname      | Geen deelname | Geen deelname | Geen deelname | Geen deelname | Geen deelname |
| 1997 | Geen deelname | Geen deelname      | Geen deelname | Geen deelname | Geen deelname | Geen deelname | Geen deelname |
| 1998 | Geen deelname | Geen deelname      | Geen deelname | Geen deelname | Geen deelname | Geen deelname | Geen deelname |
| 1999 | Geen deelname | Geen deelname      | Geen deelname | Geen deelname | Geen deelname | Geen deelname | Geen deelname |

| Jaar | Plaats        | Skip               | WG            | W             | V             | PV            | PT            |
| ---- | ------------- | ------------------ | ------------- | ------------- | ------------- | ------------- | ------------- |
| 2000 | Geen deelname | Geen deelname      | Geen deelname | Geen deelname | Geen deelname | Geen deelname | Geen deelname |
| 2001 | Geen deelname | Geen deelname      | Geen deelname | Geen deelname | Geen deelname | Geen deelname | Geen deelname |
| 2002 | Geen deelname | Geen deelname      | Geen deelname | Geen deelname | Geen deelname | Geen deelname | Geen deelname |
| 2003 | Geen deelname | Geen deelname      | Geen deelname | Geen deelname | Geen deelname | Geen deelname | Geen deelname |
| 2004 | Geen deelname | Geen deelname      | Geen deelname | Geen deelname | Geen deelname | Geen deelname | Geen deelname |
| 2005 | 15            | Pieter-Jan Witzig  | 9             | 7             | 2             | 97            | 56            |
| 2006 | 15            | Pieter-Jan Witzig  | 9             | 7             | 2             | 78            | 43            |
| 2007 | 23            | Pieter-Jan Witzig  | 6             | 2             | 4             | 40            | 31            |
| 2008 | 17            | Thomas Suter       | 8             | 5             | 3             | 51            | 48            |
| 2009 | 21            | Marc Suter         | 9             | 4             | 5             | 58            | 68            |
| 2010 | 16            | Marc Suter         | 7             | 4             | 3             | 42            | 46            |
| 2011 | 19            | Marc Suter         | 7             | 4             | 3             | 49            | 45            |
| 2012 | 17            | Marc Suter         | 7             | 4             | 3             | 44            | 45            |
| 2013 | 26            | Timothy Verreycken | 8             | 1             | 7             | 39            | 69            |
| 2014 | 18            | Timothy Verreycken | 14            | 12            | 5             | 129           | 98            |
| 2015 | 24            | Timothy Verreycken | 9             | 3             | 6             | 50            | 65            |
| 2016 | 22            | Timothy Verreycken | 7             | 2             | 5             | 35            | 53            |
| 2017 | 25            | Timothy Verreycken | 9             | 2             | 7             | 49            | 70            |
| 2018 | 29            | Stefan Van Dijck   | 7             | 4             | 3             | 53            | 46            |
| 2019 | 30            | Timothy Verreycken | 9             | 5             | 4             | 74            | 52            |
| 2021 | 22            | Timothy Verreycken | 18            | 11            | 7             | 128           | 94            |
| 2022 | 23            | Timothy Verreycken | 8             | 3             | 5             | 51            | 56            |
| 2023 | 15            | Timothy Verreycken | 8             | 5             | 3             | 53            | 41            |
| 2024 | 16            | Timothy Verreycken | 8             | 5             | 3             | 55            | 42            |

## Laatste interlands
| Datum            | Competitie | Locatie           | Tegenstander | Uitslag |
| ---------------- | ---------- | ----------------- | ------------ | ------- |
| 16 november 2024 | EK 2024    | Östersund, Zweden | Turkije      | 2 - 9   |
| 17 november 2024 | EK 2024    | Östersund, Zweden | Letland      | 10 - 5  |
| 18 november 2024 | EK 2024    | Östersund, Zweden | Israël       | 13 - 3  |
| 18 november 2024 | EK 2024    | Östersund, Zweden | Hongarije    | 8 - 7   |
| 19 november 2024 | EK 2024    | Östersund, Zweden | Slowakije    | 8 - 2   |
| 20 november 2024 | EK 2024    | Östersund, Zweden | Oekraïne     | 6 - 5   |
| 21 november 2024 | EK 2024    | Östersund, Zweden | Spanje       | 6 - 7   |
| 22 november 2024 | EK 2024    | Östersund, Zweden | Denemarken   | 2 - 4   |

Basketbal (mannen · vrouwen) · Basketbal 3x3 (mannen · vrouwen) · Cricket (mannen · vrouwen) · Curling (gemengd · gemengddubbel · mannen · vrouwen) · Handbal (mannen · vrouwen) · Hockey (mannen · vrouwen) · Honkbal (mannen) · IJshockey (mannen · vrouwen) · Korfbal (gemengd) · Rugby (mannen · vrouwen) · Softbal (mannen · vrouwen) · Strandvoetbal (mannen · vrouwen) · Tennis (mannen · vrouwen) · Touwtrekken (mannen · vrouwen) · Voetbal (mannen · vrouwen) · Volleybal (mannen · vrouwen) · Waterpolo (mannen · vrouwen) · Zaalhockey (mannen · vrouwen) · Zaalvoetbal (mannen · vrouwen)
Andorra · Australië · België · Bosnië en Herzegovina · Brazilië · Bulgarije · Canada · China · Chinees Taipei · Denemarken · Duitsland · Engeland · Estland · Filipijnen · Finland · Frankrijk · Georgië · Griekenland · Groot-Brittannië · Guyana · Hongarije · Hongkong · Ierland · IJsland · India · Israël · Italië · Jamaica · Japan · Kazachstan · Kenia · Kirgizië · Kroatië · Letland · Liechtenstein · Litouwen · Luxemburg · Mexico · Nederland · Nieuw-Zeeland · Nigeria · Noorwegen · Oekraïne · Oostenrijk · Polen · Portugal · Puerto Rico · Qatar · Roemenië · Rusland · Saoedi-Arabië · Schotland · Servië · Slovenië · Slowakije · Spanje · Thailand · Tsjechië · Tsjecho-Slowakije · Turkije · Verenigde Staten · Wales · Wit-Rusland · Zuid-Korea · Zweden · Zwitserland